# Miguel Ángel Castellini
Pour les articles homonymes, voir Castellini.
Miguel Ángel Castellini est un boxeur argentin né le 26 janvier 1947 à Santa Rosa et mort le 28 octobre 2020 .

## Carrière
Champion d'Argentine des super-welters en 1972, il devient champion du monde WBA de la catégorie le 8 octobre 1976 après sa victoire aux points contre l'espagnol Jose Manuel Duran. Castellini perd sa ceinture dès le combat suivant face à Eddie Gazo le 5 mars 1977 et met un terme à sa carrière en 1980 sur un bilan de 74 victoires, 8 défaites et 12 matchs nuls.